# Extrait de romarin
L'extrait de romarin est obtenu à partir des feuilles séchées de la plante aromatique Salvia rosmarinus, souvent par dissolution dans l'éthanol ou l'acétone. C'est un additif alimentaire désigné par le numéro E392, utilisé pour l'assaisonnement mais aussi en phytothérapie. Il possède une activité antioxydante importante majoritairement due à sa composition riche en acide carnosique et en carnosol,, deux diterpènes phénoliques. On retrouve aussi dans l'extrait de romarin de nombreux composés aromatiques volatils, des tannins et des polyphénols.